# Cyclopteropsis popovi
Cyclopteropsis popovi är en fiskart som beskrevs av Soldatov 1929. Cyclopteropsis popovi ingår i släktet Cyclopteropsis och familjen sjuryggsfiskar. Inga underarter finns listade i Catalogue of Life.